# Werelds (ep)
Werelds is een ep die op op 20 januari 2023 uitgebracht werd door de muziekgroep Bankzitters. 
Op de ep staan de singles Vrienden voor altijd, Systeem en Bali. De nummers zijn geproduceerd door Rutger van Eck, beter bekend onder zijn artiestennaam Russo.